# Salamon-szigeteki szalangána
A Salamon-szigeteki szalangána (Aerodramus orientalis) a madarak (Aves) osztályának sarlósfecske-alakúak (Apodiformes) rendjébe, ezen belül a  sarlósfecskefélék (Apodidae) családjába tartozó faj.

## Rendszerezése
A fajt Ernst Mayr német ornitológus írta le 1935-ben, a Collocalia nembe Collocalia lowi orientalis néven. Használták a Collocalia orientalis nevet is.

## Alfajai
- Aerodramus orientalis leletensis (Salomonsen, 1962)
- Aerodramus orientalis orientalis (Mayr, 1935)[2]

## Előfordulása
Pápua Új-Guinea és a Salamon-szigetek területén honos. A természetes élőhelye szubtrópusi és trópusi hegyi esőerdők. Állandó, nem vonuló faj.

## Természetvédelmi helyzete
Az elterjedési területe kicsi, összesen három példánya ismeretes. A Természetvédelmi Világszövetség Vörös listáján ezért adathiányos fajként szerepel.

## Külső hivatkozások
- Képek az interneten a fajról
- Xeno-canto.org - a faj hangja és elterjedési területe